# Lego Castle

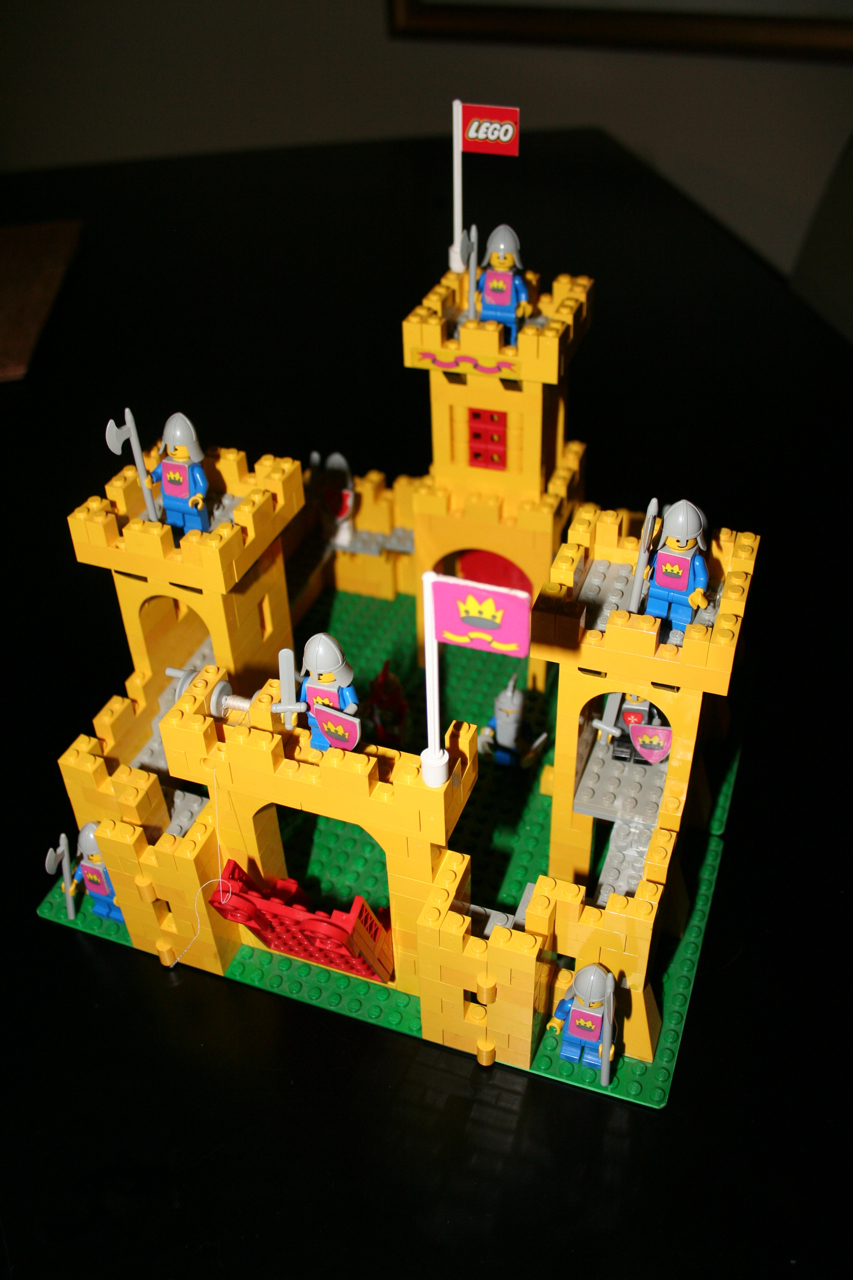
Lego Castle z 1978 r., zestaw 375, (Żółty zamek).

Lego Castle − serie klocków produkowane przez Lego przedstawiająca rycerzy i zamki oraz związane tematyką średniowiecza lub fantasy. Pierwszy raz nazwa ta została użyta w związku z zestawami klocków z roku 1978. Seria dostępna była z przerwami w latach 1978 – 2014. Lego Castle obok Lego City (Town) i Lego Space jest liczony jako jedna z trzech klasycznych serii Lego.

## Opis
Temat serii był jednym z najbardziej ekspansywnych i najstarszych tematów w historii Lego, zawierał ponad 280 pojedynczych zestawów. Zestawy te wprowadzały też m.in. klasyczne minifigurki Lego, które miały dwoje oczu i uśmiech.

## Edycje i zestawy
Edycje tematu Lego Castle:
- Pierwsza: 1978 – 2014

W tym okresie wydano w sumie 281 numerowane zestawy.
Linia produktów Lego Castle zawierała kilka tematów:
- Classic Castle (1978–1979, 1983)
- Black Falcons (1984–1992, 2003)
- Crusaders (1984–1992)
- Forestmen (1987–1992)
- Black Knights (1988–1996)
- Wolfpack (1992–1994, 2003)
- Dragon Masters (1993–1995, 1998)
- Royal Knights (1995–1997, 2003)
- Dark Forest (1996)
- Fright Knights (1997–1998)
- Knights' Kingdom (2000)
- Knights' Kingdom II (2004–2006)
- Castle (2007–2009)
- Kingdoms (2010–2012)
- Castle (2013–2014)

## Castle (2007 – 2009)
Popularnie znana pod określeniem Castle Fantasy Era. Seria poświęcona walce dobra ze złem, w świecie średniowiecznego fantasy.

### Ludzie
Są rasą dobrze uzbrojoną i prawdopodobnie panującą. Symbolem tej frakcji jest korona na niebieskim tle. Ich heroiczna walka ze złem stanowi główną oś fabularną serii Lego Castle. Ich głównym przywódcą jest król, a główną ich siłę stanowi piechota.
Posiadają zarówno maszyny oblężnicze w postaci katapult i balisty, jak i konie, których dosiadają. Oswoili również jeden z gatunków smoków – smoki zielone.  W walce stosują następujące uzbrojenie:
- zbroje, tarcze (w dwóch rozmiarach), łuki, kusze, halabardy, topory, miecze (dwa rodzaje), hełmy (cztery rodzaje), i kopie.

### Szkielety
Włada nimi zły czarnoksiężnik, za sprawą którego powróciły do świata żywych. Symbolem tej frakcji jest czaszka na czerwonym tle. Poruszają się głównie na nieumarłych koniach, które zaprzęgają do powozów. Ich główną siłę stanowią smoki które w dużej liczbie służą czarnoksiężnikowi. W walce stosują następujące rodzaje uzbrojenia:
- lekkie zbroje i hełmy, kosy, rapiery, morgenszterny, dwusieczne topory, tarcze (dwa rodzaje), kusze, kopie i halabardy.

### Krasnoludy
Są rasą sprzymierzoną z ludźmi. Symbolem tej frakcji jest hełm ze skrzydłami na niebieskim tle.  Są świetnymi kowalami, inżynierami i górnikami, są niskiego wzrostu, mają długie brody, a ich głównym celem jest zdobywanie bogactwa. Do walki włączyły się w celu obrony swoich kopalni przed armią orków.
Używają następujących rodzajów uzbrojenia:
- kilofy, tarcze, topory dwusieczne, katapulty, bojowe młoty, miecze, zbroje i charakterystyczne hełmy.

### Orkowie
Są rasą dziką, prymitywną i nieokrzesaną. Zamieszkują tereny gór gdzie wznoszą swoje kamienne fortece. Dowodzi nimi jednooki król. Choć główną siłą orków jest przemoc fizyczna orkowe kobiety parają się magią i odnoszą w niej całkiem pokaźne efekty. Rasa podporządkowała sobie wielkie trole i buduje liczne maszyny oblężnicze, oraz potężne statki bojowe.
Wachlarz uzbrojenia jest dość skromny a w jego skład wchodzą:
- miecze, włócznie, tarcze, hełmy i maczugi

### Lista wszystkich zestawów serii
| Numer w katalogu | Nazwa                                      | Data produkcji | Figurki | Uwagi                                             |
| ---------------- | ------------------------------------------ | -------------- | --- | ------------------------------------------------- |
| 7009             | The Final Joust                            | 2007           | Rycerz, Martwy Rycerz (uzbrojony szkielet), koń, czarny szkielet konia                                                                          | 62 klocki                                         |
| 7029             | Skeleton Ship Attack                       | 2007           | Rycerze (3), Szkielet (3), Szkielet Kapitana, szczur, żaba                                                                                      | 628 klocków; Wersja limitowana                    |
| 7090             | Crossbow Attack                            | 2007           | Rycerze (2), Szkielet i Szkielet konia | 54 klocki                                         |
| 7091             | Knight's Catapult Defense                  | 2007           | Rycerze (2), Szkielet i Czarny Szkielet | 123 klocki                                        |
| 7092             | Skeleton Prison Carriage                   | 2007           | Szkielety (2), Czarny Szkielet, Rycerze (2), szkielet konia (3), koń                                                                            | 192 klocki                                        |
| 7093             | Skeleton Tower                             | 2007           | Rycerz, Szkielet (2), Nekromanta, Księżniczka, koń i czerwony smok                                                                              | 398 klocków                                       |
| 7094             | King’s Castle Siege                        | 2007           | Rycerze (5), Król, Szkielety (2), Martwy Rycerz (uzbrojony szkielet), Czarny Szkielet, czarny smok i biały koń                                  | 973 klocki                                        |
| 5372             | Skeleton Chariot                           | 2008           | Szkielet i szkielet konia | Nie wprowadzony do sprzedaży                      |
| 5373             | Knight & Catapult                          | 2008           | Rycerz | 18 klocków                                        |
| 5614             | The Good Wizard                            | 2008           | Czarodziej i sowa | 16 klocków                                        |
| 5615             | The Knight                                 | 2008           | Rycerz | 21 klocków                                        |
| 5618             | Troll Warrior                              | 2008           | Ork | 19 klocków                                        |
| 7036             | Dwarves' Mine                              | 2007           | Krasnoludy (4), Orkowie (2) i Troll | 575 klocków                                       |
| 7037             | Tower Raid                                 | 2008           | Strażnik (2) i Orkowie (3) | 364 klocki                                        |
| 7038             | Troll Assault Wagon                        | 2008           | Rycerze (2), Ork i Troll | 161 klocków                                       |
| 7040             | Dwarves' Mine Defender                     | 2008           | Krasnolud i Orkowie (2) | 86 klocków                                        |
| 7041             | Battle Wheel                               | 2008           | Rycerze (3) i Orkowie (3) | 508 klocków                                       |
| 7048             | Troll Warship                              | 2008           | Rycerz, Krasnoludy, Orkowie (6), Troll, i Zielony Opancerzony Smok                                                                              | 493 klocki                                        |
| 852271           | Knights Battle Pack                        | 2008           | Rycerze (5) | 35 klocków                                        |
| 852272           | Skeletons Battle Pack                      | 2008           | Szkielety (4) i Czarny Szkielet | 43 klocki                                         |
| 7979             | Castle Advent Calendar                     | 2008           | Rycerz, Żołnierz, Błazen, Szkielet, Czarny Szkielet, Czarownica, Krasnolud, Kobieta i Troll                                                     | 176 klocków, Edycja Limitowana                    |
| 852293           | Lego Castle Giant Chess Set (2481 klocków) | 2008           | 31 in all. Rycerze, Krasnoludy, Orkowie, Trolle (2), konie (2), szkielet konia (2), głowy smoka (2), Nekromanta, Król, Księżniczka i Czarodziej | 2481 klocków                                      |
| 7078             | King’s Battle Chariot                      | 2009           | Król, Rycerz, Orkowie (2), koń (biały) | 103 klocki                                        |
| 7079             | Drawbridge Defense                         | 2009           | Błazen, Przyboczny króla (złoty rycerz), Królowa, Rycerz, Szkielet, Czarny szkielet, Szkielet konia, Śmierć                                     | 335 klocków                                       |
| 7097             | Trolle' Mountain Fortress                  | 2009           | Rycerze (3), Król, Trolle (2), Orkowie (2), Szamanów orków, Wódz orków, koń (biały)                                                             | 844 klocki                                        |
| 10193            | Medieval Market Village                    | 2009           | Rycerze (2), Kowal, Wiejskie dziecko, Chłop (2), Chłopka (2), koń (biały), krowy (2)                                                            | 1601 klocków                                      |
| 852701           | Troll Warrior Battle Pack                  | 2009           | Orki (5) | 28 klocków                                        |
| 852702           | Dwarf Battle Pack                          | 2009           | Krasnoludy (5) | 45 klocków                                        |
| --               | Brickmaster                                | 2009           | Rycerz i Szkielet | 140 klocków, +Książka z Inspiracjami i projektami |
| 852001           | Castle Chess                               | 2009           | Rycerze(8), Król, Królowa, Paladyni(2), Szkielety(8), Śmierć(2) Nekromanta, Nieumarła czarownica                                                | 283 klocki                                        |
| 852132           | Castle Noughts and Crosses                 | 2009           | Rycerze(5), Martwi rycerze(5) | 65 klocków                                        |

## Kingdoms (2010-2012)
Kingdoms to najnowsze oblicze serii Castle. Pierwsze zestawy oznaczone logiem Kindoms zostały wydane w Czerwcu 2010, jako kontynuacje serii Castle (2007-2009). Seria została pozbawiona wszelkich elementów fantastycznych obecnych w zestawach Castle – Fantasy Era, takich jak krasnoludy, wielkie smoki, trole, nekromanci czy ożywające szkielety i konie.  Jedynym występującym tu elementem fantasy jest Czarodziej i jego miniaturowy smok. Duża część zestawów serii nawiązuje do klasycznego Castle z lat 80 ubiegłego wieku. Największy zestaw serii 7946 King’s Castle był wzorowany na 6080 King’s Castle z 1984 roku.
W Kingdoms głównym motywem jest walka pomiędzy Zakonami Rycerskimi Smoka i Lwa, występują jednak również motywy cywilne takie jak młyny, stodoły i kuźnie. Choć żadna z nacji nie jest oficjalnie uznana za złą, zauważyć można iż wszystkie zestawy prezentują agresję Rycerzy Smoka w stosunku do przedstawicieli Lwa.

### Dotychczas wydane zestawy
| Numer katalogowy | Nazwa                       | Data Produkcji | Figurki                                                                                            | Uwagi                          |
| ---------------- | --------------------------- | -------------- | -------------------------------------------------------------------------------------------------- | ------------------------------ |
| 7946             | King’s Castle               | 2010           | Król Lwa, Rycerze Lwa (4), Smoczy Rycerze (3), koń                                                 | 933 klocków                    |
| 7947             | Prison Tower Rescue         | 2010           | Król Lwa, Księżniczka, Lwi Rycerz, Smoczy Rycerze (2), koń                                         | 365 klocków                    |
| 7948             | Outpost Attack              | 2010           | Lwi Rycerze(2), Smoczy Rycerz                                                                      | 194 klocków                    |
| 7949             | Prison Carriage Rescue      | 2010           | Lwi Rycerze, Smoczy Rycerz, Koń                                                                    | 50 klocków                     |
| 7950             | Knight's Showdown           | 2010           | Smoczy Rycerz, Lwi Rycerz                                                                          | 61 klocków                     |
| 7952             | Kingdoms Advent Calendar    | 2010           | Kowal, Kości Ludzkie, Księżna, Czarodziej, Lwi Rycerze (2), Królowa, Smoczy Rycerz                 | 167 klocków, Limitowany Zestaw |
| 7953             | Court Jester                | 2010           | Błazen Królewski                                                                                   | 22 klocków                     |
| 7955             | Wizard                      | 2010           | Czarodziej, Miniaturowy Smok                                                                       | 19 klocków                     |
| 30061            | Attack Wagon                | 2010           | Rycerz Smoka                                                                                       | 36 klocków; limitowany zestaw  |
| 30062            | Target Practice             | 2010           | Rycerz Lwa                                                                                         | 31 klocków; limitowany zestaw  |
| 852921           | Lion Knights Battle Pack    | 2010           | Król Lwa, Królewska Eskorta (4)                                                                    | 36 klocków, limitowany zestaw  |
| 852922           | Dragon Knights Battle Pack  | 2010           | Smoczy Rycerze (5)                                                                                 | 37 klocków, limitowany zestaw  |
| 6918             | Blacksmith Attack           | 2011           | Kowal, Rycerz Smoka                                                                                | 104 klocków                    |
| 7187             | Escape From Dragon's Prison | 2011           | Rycerze Smoka (2), Rycerze Lwa (2)                                                                 | 185 klocków                    |
| 7188             | King’s Carriage Ambush      | 2011           | Król Lwi, Królewska Eskorta (2), Rycerze Smoka (2), Konie (2)                                      | 285 klocków                    |
| 7189             | Mill Village Raid           | 2011           | Farmer, Żona Farmera, Syn Farmera, Kury (3), Kozy (2), Limitowany Okrapiany Koń, Rycerze Smoka (3) | 663 klocków                    |